# Al Wilson
Allen LeMar Wilson (Meridian, 19 juni 1939 - Fontana, 21 april 2008) was een Amerikaanse soulzanger.

## Biografie
De zangcarrière van Al Wilson begon al in zijn jeugd. Als lid van een kerkkoor was hij al op 12-jarige leeftijd leider van een gospelkwartet. Na schooltijd en verhuizing naar Californië volgden eerst enkele gelegenheidsbaantjes en een tweejarige militaire diensttijd, waar hij ook zong in een soldatenkoor.
Daarna trad hij op in clubs in Los Angeles en voegde hij zich ten slotte bij de band Jewels. Via twee verdere bands, de Rollers en de Souls, kwam hij in 1969 uiteindelijk bij Johnny Rivers' label Soul City en maakte hij zijn eerste solo-opnamen. Zijn eerste hit in hetzelfde jaar was het door Oscar Brown jr. geschreven en opgenomen nummer The Snake. Dit nummer werd ook een succes in de Britse northern soul-beweging en kwam daar pas enkele jaren later in de hitlijsten.
Na de beginsuccessen duurde het echter vijf jaar, voordat met Weighing In in de Verenigde Staten een tweede album volgde. De eerste single daaruit was Show and Tell, die oorspronkelijk werd opgenomen door Johnny Mathis. Al Wilson had met deze song zijn grootste hit, waarvan meer dan een miljoen exemplaren werden verkocht en die zich plaatste aan de toppositie van de Billboard-hitlijst. Daardoor werden ook van het album meer dan twee miljoen exemplaren verkocht.
Al in het opvolgende jaar volgde het album La La Peace Song, waarvan de titelsong een verdere top 40-hit werd. De albumsong werd bovendien Wilsons grootste r&b-succes op positie 3, maar niet in de pophitlijst. In 1976 volgde het album I've Got a Feeling. De titelsong van dit album kwam in de officiële pophitlijst op de 29e plaats. Het was tevens de laatste hitklassering van Wilson. In 1979 bracht hij met Count the Days zijn laatste album uit, dat slechts matig succesvol was. Sinds de jaren 1980 was hij onderweg als club- en concertzanger.

## Overlijden
Al Wilson overleed in april 2008 op 68-jarige leeftijd aan nierfalen.

## Discografie

### Singles
- 1968: The Snake
- 1969: Lodi
- 1969: Poor Side of Town
- 1974: Show and Tell
- 1974: Touch and Go
- 1974: La La Peace Song
- 1975: I Won't Last a Day Without You / Let Me Be the One
- 1976: Baby I Want Your Body
- 1976: I've Got a Feeling (We'll Be Seeing Each Other Again)

### Albums
- 1968: Searching for the Dolphins
- 1973: Weighing In
- 1974: La La Peace Song
- 1974: Show and Tell (Rocky Road Records)
- 1976: I've Got a Feeling
- 1979: Count the Days